# Rimantas Sinkevičius
Rimantas Sinkevičius (ur. 3 kwietnia 1952 w m. Jūsiškės w rejonie oniksztyńskim) – litewski polityk, inżynier i samorządowiec, poseł na Sejm, w latach 2012–2016 minister komunikacji, w 2020 minister gospodarki i innowacji.

## Życiorys
W 1975 został absolwentem Instytutu Politechnicznego w Kownie. Do 1979 był etatowym pracownikiem kowieńskiego Komsomołu. Następnie przez dwadzieścia lat zawodowo związany z przedsiębiorstwem państwowym Azotas, przekształconym w pierwszej połowie lat 90. w spółkę prawa handlowego Achema. Przez dziesięć lat kierował laboratorium, później zajmował stanowiska dyrektorskie. Ponownie zawodowo związany z koncernem Achemos grupė w okresie 2004–2008.
Był działaczem Litewskiej Demokratycznej Partii Pracy, wraz z tym ugrupowaniem przystąpił w 2001 do Litewskiej Partii Socjaldemokratycznej. W 2005 został wiceprzewodniczącym LSDP. W 1995, 1997, 2003 i 2007 uzyskiwał mandat radnego rejonu janowskiego. W wyborach parlamentarnych z 2000 po raz pierwszy został wybrany do Sejmu z ramienia lewicowej koalicji Algirdasa Brazauskasa, zasiadał w nim do 2004. W wyniku wyborów parlamentarnych w 2008 po czteroletniej przerwie powrócił do Sejmu jako kandydat z ramienia LSDP. W 2012 uzyskał reelekcję na kolejną kadencję w okręgu jednomandatowym.
13 grudnia 2012 rozpoczął urzędowanie jako minister komunikacji (łączności) w rządzie Algirdasa Butkevičiusa. W 2016 ponownie został wybrany do Sejmu. 13 grudnia 2016 zakończył pełnienie funkcji rządowej. W październiku 2017 wystąpił z LSDP. Dołączył do Litewskiej Socjaldemokratycznej Partii Pracy, został przewodniczącym jej frakcji poselskiej. 30 czerwca 2020 objął urząd ministra gospodarki i innowacji w gabinecie Sauliusa Skvernelisa. Zakończył urzędowanie wraz z całym rządem 11 grudnia tegoż roku.
W 2020 znalazł się poza parlamentem, związał się ponownie z LSDP. Z ramienia socjaldemokratów w 2023 uzyskał ponownie mandat radnego rejonowego. W 2024 był pełniącym obowiązki mera rejonu janowskiego (objął je po tym, jak jego syn Mindaugas Sinkevičius utracił to stanowisko w związku z orzeczeniem sądowym). W tym samym roku po raz kolejny został wybrany do Sejmu.

## Odznaczenia
- Medal Rady Bałtyckiej – 2015[9]